# Masdevallia infracta
Masdevallia infracta là một loài thực vật có hoa trong họ Lan. Loài này được Lindl. mô tả khoa học đầu tiên năm 1833.

## Hình ảnh

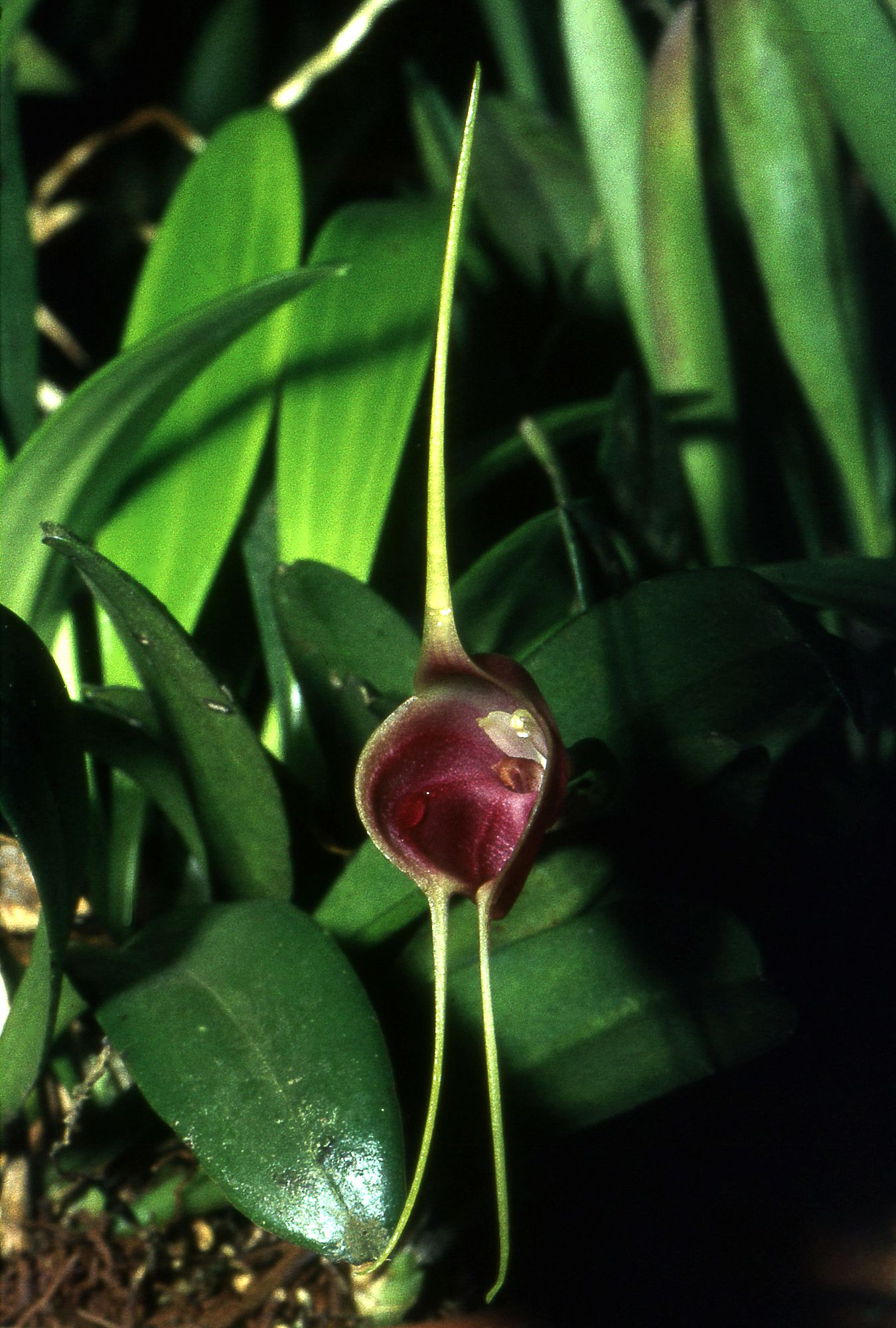
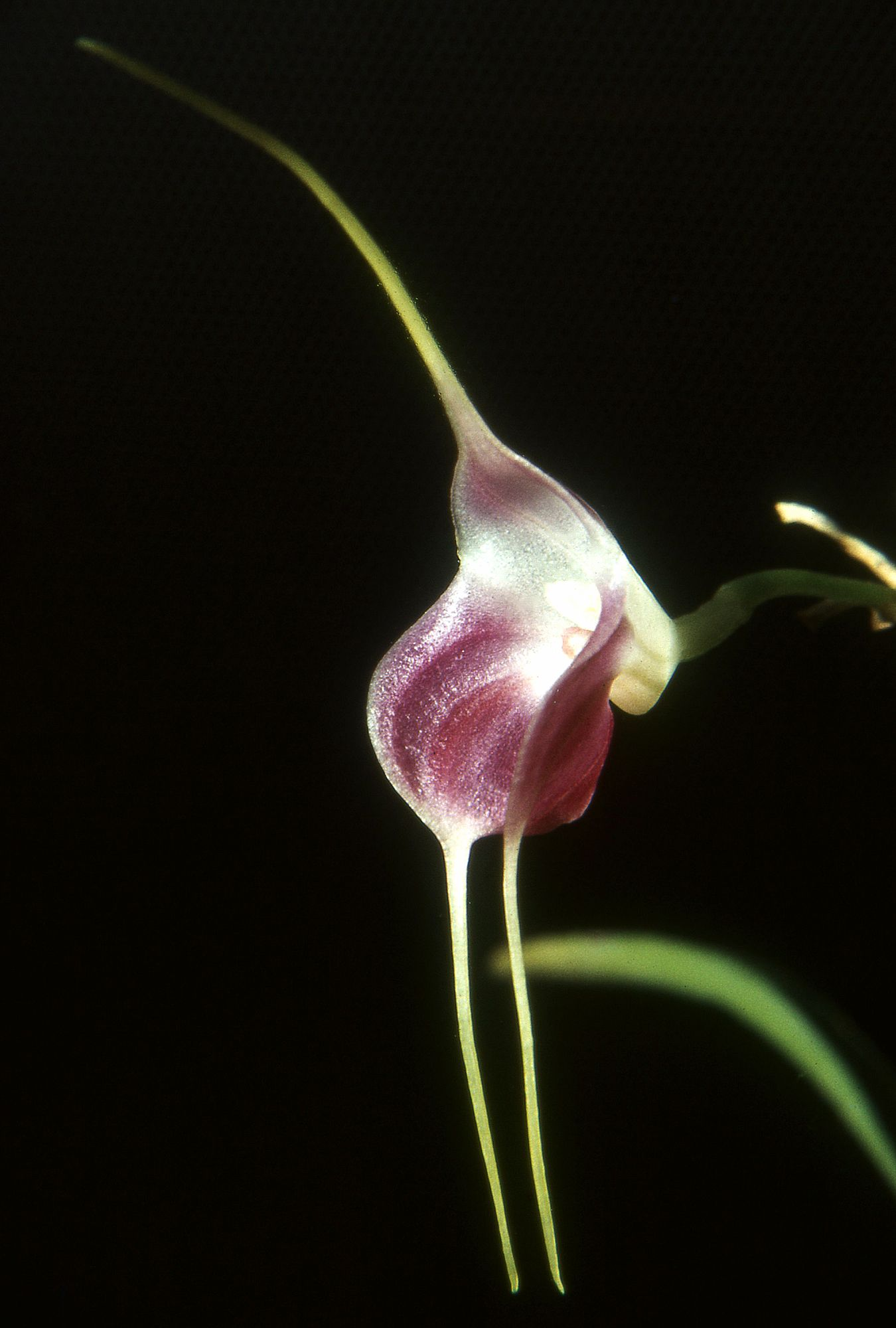
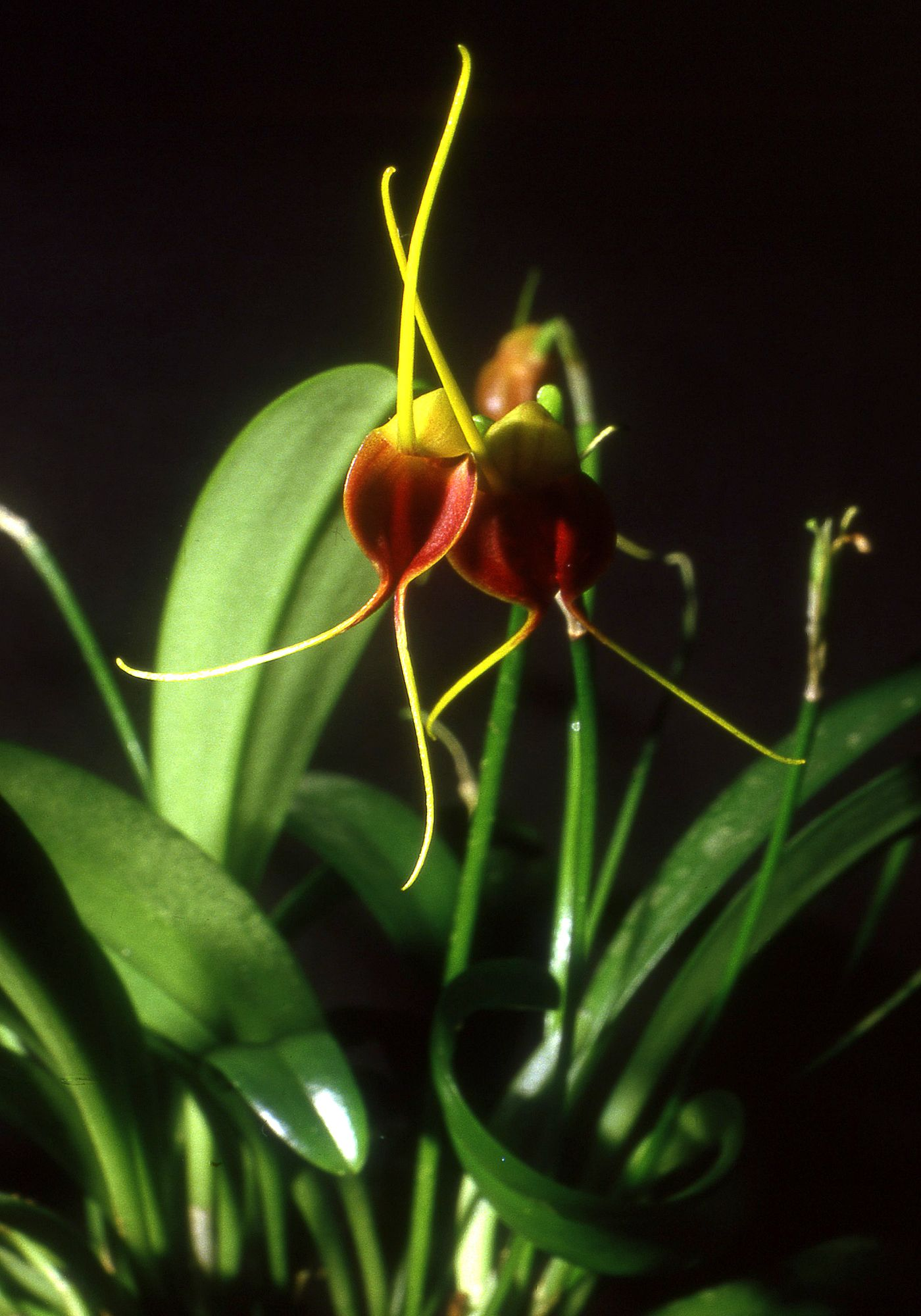
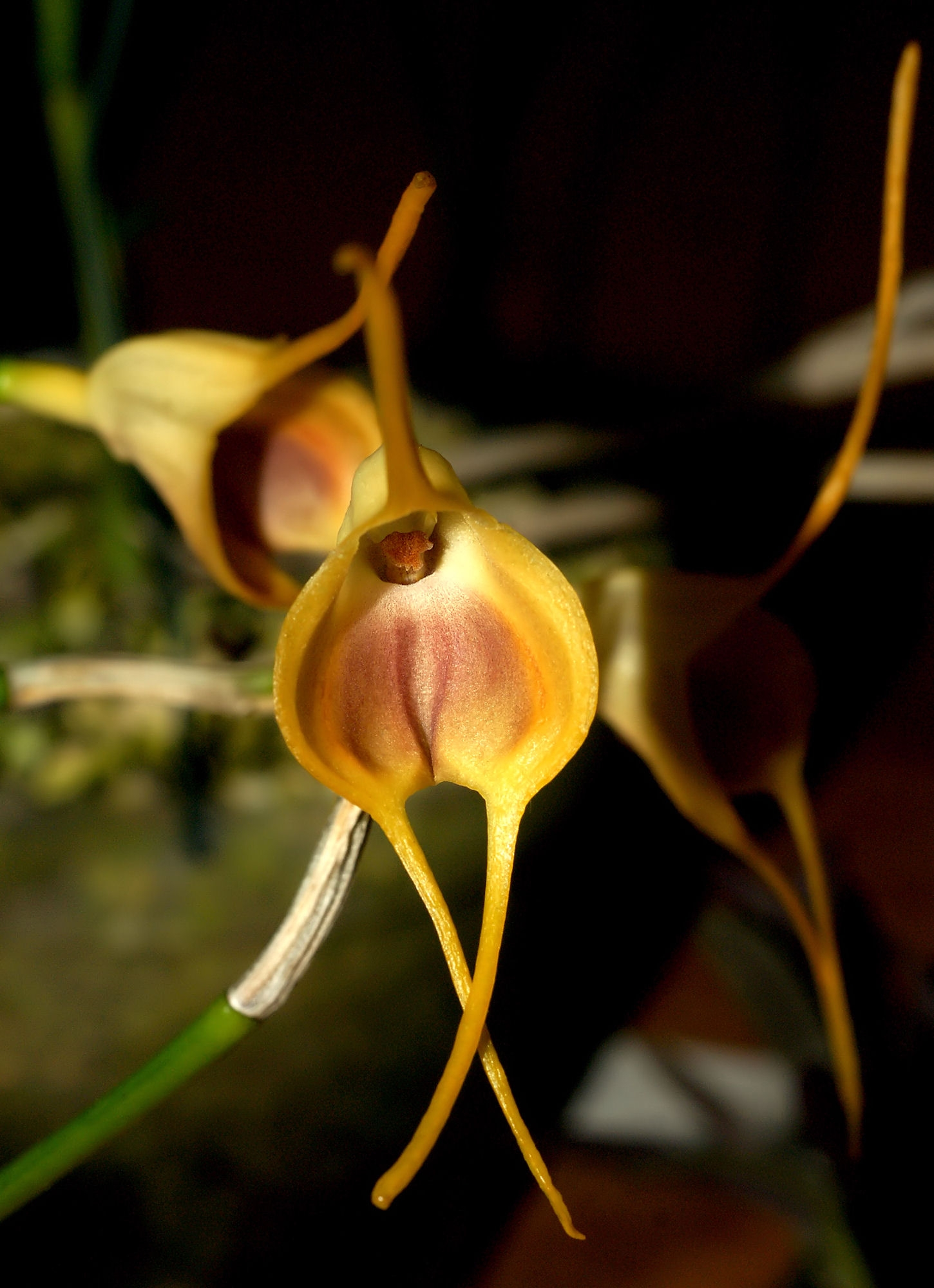